# 속사정쌀롱
《속사정쌀롱》은 일상 속에서 발견되는 인간의 다양한 심리를 간단한 심리 실험을 통해 확인하는 JTBC의 인간 심리 토크쇼이다.

## 방송 정보
| 방송채널 | 방송 기간                         | 방송 시간                            | 비고 |
| -------- | --------------------------------- | ------------------------------------ | ---- |
| JTBC     | 2014년 11월 2일 ~ 2015년 1월 11일 | 매주 일요일 밤 9시 40분 ~ 11시       |      |
| JTBC     | 2015년 1월 18일 ~ 2015년 3월 22일 | 매주 일요일 밤 11시 00분 ~ 12시 15분 |      |

## 출연자

### 진행자
- 윤종신
- 진중권
- 허지웅 (6회 ~21회)
- 장동민
- 이현이 (6회 ~21회)
- 강남

### 일일 진행자
- 유세윤 (2회)
- 타일러 라쉬 (12회)

### 이전 진행자
- 신해철 (1회)

## 방영 목록

### 2014년
| 회차 | 방송일    | 연구과제                               | 게스트              | 시청률 |
| ---- | --------- | -------------------------------------- | ------------------- | ------ |
| 1회  | 11월 2일  | 《뇌의 착각 - 후광 효과》              | 허지웅              | 1.64%  |
| 2회  | 11월 9일  | 《자기애 - 나를 사랑하는 마음》        | 강용석              | 1.01%  |
| 3회  | 11월 16일 | 《인간은 왜 거짓말을 하는가?》         | 이상민, 에네스 카야 | -      |
| 4회  | 11월 23일 | 《인간은 왜 상황에 지배당할까?》       | 조세호, 홍진호      | -      |
| 5회  | 11월 30일 | 《당신은 원하는 것만 선택적으로 본다》 | 전현무, 김예원      | 1.05%  |
| 6회  | 12월 7일  | 《비호감의 심리학》                    | 조정치              | 1.06%  |
| 7회  | 12월 14일 | 《지갑 속의 심리학》                   | 유상무              | 1.17%  |
| 8회  | 12월 21일 | 《정신승리의 심리학》                  | 김연우, 최희        | -      |
| 9회  | 12월 28일 | 《굴러온 돌과 박힌 돌의 심리학!》      | 문희준              | 1.06%  |

### 2015년
| 회차 | 방송일   | 연구과제                                                                  | 게스트 | 시청률 |
| ---- | -------- | ------------------------------------------------------------------------- | ------ | ------ |
| 10회 | 1월 4일  | 《속사정쌀롱 스페셜 하이라이트》                                          |        |        |
| 11회 | 1월 11일 | 《공포의 심리학》                                                         | 박휘순 | 1.04%  |
| 12회 | 1월 18일 | 《백화점에서 주차요원을 무릎 꿇린 모녀! 왜 그랬을까?》 《금기의 심리학》  | 서장훈 | 1.83%  |
| 13회 | 1월 25일 | 《천사표 글을 남긴 보육교사의 두 얼굴! 왜 그랬을까?》 《타이밍의 심리학》 | 장수원 | 1.67%  |
| 14회 | 2월 1일  | 《줄 서기에 숨겨진 사람들의 심리는 대체 무엇일까?》 《중독의 심리학》     | 지상렬 | 1.52%  |
| 15회 | 2월 8일  | 《재난 안전본부가 발표한 멧돼지 대처법! 사실일까?》 《의심의 심리학》     | 박지윤 | 1.46%  |
| 16회 | 2월 15일 | 《대한민국 며느리들의 웃지 못 할 명절 필수품?》 《호구의 심리학》         | 김종민 | 1.56%  |
| 17회 | 2월 22일 | 《감정 대행 - 대신사과, 이별해드립니다》 《팔자의 심리학》                | 손동운 | 1.24%  |
| 18회 | 3월 1일  | 《실물과 다른 사진에 격분해 소개팅녀를 폭행한 남자》 《착각의 심리학》    | 봉만대 | 1.28%  |
| 19회 | 3월 8일  | 《몸캠 사기로 30억을 뜯긴 사람들》 《심쿵의 심리학》                      | 이규한 | 1.72%  |
| 20회 | 3월 15일 | 《억대 연봉 BJ까지! 1인 미디어의 열풍》 《나잇값의 심리학》               | 정찬우 | 1.74%  |
| 21회 | 3월 22일 | 《훔쳐보기를 통해 쾌락을 느끼는 관음증을 가진 사람들!》 《인연의 심리학》 | 유상무 | 1.09%  |

(시청률 제공 : AGB닐슨 미디어 리서치 코리아)

※ 빨간색 글씨는 최고 시청률, 파란색 글씨는 최저 시청률을 나타낸다.

## 참고 사항
- 첫방송 예정이었으나, 故 신해철 심정지 입원과 사망으로 인해 1주뒤인 연기되었다.

## 같이 보기
- JTBC - 마녀사냥
- JTBC - 비정상회담
- KBS2 - 다큐멘터리 3일 (경쟁 프로그램)
- SBS - SBS 스페셜 (경쟁 프로그램)
- MBC - 시사매거진 2580 (경쟁 프로그램)